# Championnat de Belgique de football de deuxième division 2003-2004
Navigation
Saison précédente Saison suivante
Le Championnat de Belgique de football de deuxième division 2003-2004 est la quatre-vingt-septième édition du Championnat de Belgique de football de deuxième division.

## Format
Les 18 équipes se rencontrent deux fois, une fois à domicile et une fois à l'extérieur. Le championnat est divisé en trois parties, les journées 1 à 10, 11 à 22 et 23 à 24. Le premier au classement final est promu directement, le club à la deuxième place joue dans un mini-championnat avec les trois premiers des trois parties de championnat.
Les deux derniers sont relégués directement, le seizième dispute un barrage de maintien contre une équipe de troisième division.

## Classement
| Rang | Équipe                    | Pts | J  | G  | N  | P  | Bp | Bc | Diff |
| ---- | ------------------------- | --- | -- | -- | -- | -- | -- | -- | ---- |
| 1    | FC Molenbeek Brussels     | 70  | 34 | 21 | 7  | 6  | 79 | 29 | +50  |
| 2    | KV Ostende P              | 65  | 34 | 18 | 11 | 5  | 69 | 43 | +26  |
| 3    | KSV Roulers               | 63  | 34 | 19 | 6  | 9  | 59 | 38 | +21  |
| 4    | AFC Tubize P              | 58  | 34 | 15 | 13 | 6  | 60 | 33 | +27  |
| 5    | SV Zulte Waregem          | 52  | 34 | 15 | 7  | 12 | 58 | 45 | +13  |
| 6    | Royal Excelsior Virton    | 51  | 34 | 13 | 12 | 9  | 38 | 33 | +5   |
| 7    | KMSK Deinze               | 50  | 34 | 15 | 5  | 14 | 45 | 46 | -1   |
| 8    | K.Patro Maasmechelen      | 49  | 34 | 13 | 10 | 11 | 47 | 50 | -3   |
| 9    | KFC Dessel Sport          | 48  | 34 | 14 | 6  | 14 | 41 | 42 | -1   |
| 10   | Verbroedering Geel        | 47  | 34 | 13 | 8  | 13 | 38 | 41 | -3   |
| 11   | VW Hamme                  | 46  | 34 | 11 | 13 | 10 | 43 | 44 | -1   |
| 12   | SC Eendracht Alost P      | 45  | 34 | 12 | 9  | 13 | 54 | 59 | -5   |
| 13   | Royal Cercle sportif Visé | 44  | 34 | 13 | 5  | 16 | 48 | 59 | -11  |
| 14   | AS Eupen                  | 37  | 34 | 8  | 13 | 13 | 32 | 41 | -9   |
| 15   | KSK Renaix                | 32  | 34 | 7  | 11 | 16 | 27 | 46 | -19  |
| 16   | SW Ingelmunster Harelbeke | 31  | 34 | 7  | 10 | 17 | 41 | 61 | -20  |
| 17   | KVK Tirlemont             | 25  | 34 | 6  | 7  | 21 | 30 | 64 | -34  |
| 18   | FC Denderleeuw EH         | 22  | 34 | 3  | 13 | 18 | 32 | 67 | -35  |

|   | Champion et promotion en D1                  |
|   | Qualification pour les barrages de promotion |
|   | Barrages de maintien                         |
|   | Relégation en D3                             |
| R | Relégué de D1 2002-2003                      |
| P | Promu de D3 2002-2003                        |

- Le SW Ingelmunster Harelbeke perd les barrages contre KV Courtrai et sera relégué.

## Tour final D2
Le deuxième joue les play-off contre les meilleures équipes des trois parties de championnat, le vainqueur est promu en première division.
| Rang | Équipe             | Pts | J | G | N | P | Bp | Bc | Diff |
| ---- | ------------------ | --- | - | - | - | - | -- | -- | ---- |
| 1    | KV Ostende         | 9   | 6 | 3 | 0 | 3 | 8  | 8  | 0    |
| 2    | Verbroedering Geel | 9   | 6 | 3 | 0 | 3 | 13 | 12 | +1   |
| 3    | KSV Roulers        | 8   | 6 | 2 | 2 | 2 | 7  | 8  | -1   |
| 4    | AFC Tubize         | 8   | 6 | 2 | 2 | 2 | 9  | 9  | 0    |

|  | Place en D1 2004-2005: 1er           |
|  | Places en D2 2004-2005: 2e, 3e et 4e |